# Eddy Arnold Jean
Eddy Arnold Jean est un médecin, journaliste et essayiste haïtien. Il est né le 5 novembre 1952 à Saint-Marc, dans le département de l'Artibonite et mort le 19 décembre 2019.

## Biographie
Il est né à Saint-Marc le 5 novembre 1952. Il a étudié dans les universités d'Europe et de l'Amérique Latine. En 1980, sous le gouvernement Jean-Claude Duvalier  «BabyDoc», il part en exil. Il gagna d'abod le Mexique, puis New-York. Il a enseigné à l'université St. Thomas d'Aquin et à l'université d'État d'Haïti. Avec le juriste haitien Justin O. Fièvre, il a publié "Le dix-neuvième siècle haitien" en 2010. Il décède le 19 decembre 2019.

## Œuvre
- Le 20e siècle haïtien, Éditions Haiti Demain, 2002, 2015[3]
- L'univers romanesque de Jacques Stephen Alexis, Editions Haiti-Demain, Port-au-Prince, 2006
- L'aventure d'une écriture, Éditions Haïti Demain, Port-au-Prince, 2017
- Notes sur Georges Sylvain, Éditions Haïti Demain, 2019
- Le dix-neuvième siècle haitien, littérature haitienne, tomes 1 et 2, Éditions Haïti Demain, Port-au-Prince, 2009

## References
1. ↑  Eddy Arnold Jean, Le Dix-neuvieme siecle haitien, Port-au-Prince, Haiti Demain, 2010, 319 p. (ISBN 978-99935-7-893-2), p. 319
2. ↑  « Eddy A. Jean », sur Île en île, 5 octobre 2020 (consulté le 4 août 2024)
3. ↑  Dieulermesson Petit-Frere, « Eddy Arnold Jean »  [doc], sur Ile en ile, 5 octobre 2020 (consulté le 2 aout 2024)